# Dấu hai chấm
Dấu hai chấm : là một dấu câu bao gồm hai dấu chấm có kích thước bằng nhau được sắp xếp theo chiều dọc. Dấu hai chấm thường đứng trước một lời giải thích, một danh sách, hoặc một câu trích dẫn. Nó cũng được sử dụng giữa giờ và phút, giữa các yếu tố nhất định trong trích dẫn của tạp chí y khoa, giữa chương và câu trong trích dẫn Kinh thánh, và, ở Hoa Kỳ, chào hỏi trong thư thương mại và các văn bản viết thư trang trọng khác.

## Toán học và logic
Dấu hai chấm được sử dụng trong toán học, bản đồ học, xây dựng sa bàn và các lĩnh vực khác—trong ngữ cảnh này, nó biểu thị một tỷ lệ hoặc tỷ lệ xích, như trong 3∶1 (phát âm là "ba trên một").
Khi tỷ lệ được giảm xuống dạng đơn giản hơn, chẳng hạn như 10∶15 đến 2∶3, điều này có thể được biểu thị bằng dấu hai chấm kép là 10∶15∶∶2∶3.
Trong một số ngôn ngữ (ví dụ như tiếng Việt, tiếng Đức, tiếng Nga và tiếng Pháp), dấu hai chấm thường được sử dụng để thể hiện dấu chia (thay vì ÷)
Ký hiệu |G:H| cũng có thể biểu thị chỉ số của một nhóm con.
Ký hiệu ƒ : X → Y thể hiện rằng f là một hàm số có miền X và đối miền Y.
Sự kết hợp với dấu bằng (≔) được sử dụng cho định nghĩa.

## Tin học

### Địa chỉ
URL Internet sử dụng dấu hai chấm để phân tách giao thức (chẳng hạn như http:) khỏi tên máy chủ hoặc địa chỉ IP.
Trong địa chỉ IPv6, dấu hai chấm (và một dấu hai chấm đôi không bắt buộc) phân tách tối đa 8 nhóm 16 bit trong biểu diễn thập lục phân. Trong một URL, dấu hai chấm theo sau tên lược đồ ban đầu (chẳng hạn như HTTP và FTP) và phân tách số cổng khỏi tên máy chủ hoặc địa chỉ IP.